# Claude Jager
Pas d'image ? Cliquez ici
Claude Jager, né en 1940 à Elvange en Moselle (France), est un alpiniste et guide de haute montagne français.

## Biographie
Pendant ses études à l'Institut national des sciences appliquées de Lyon, Claude Jager rencontre les grimpeurs Marc Martinetti, Jean-Paul Paris et Yannick Seigneur avec lesquels il effectue ses premières courses en montagne. Aspirant-guide en 1964, il ouvre pendant les années qui suivent nombre de voies nouvelles. Nommé professeur au lycée du Fayet, il fait la connaissance de Walter Cecchinel avec qui il entreprend une série d'ascensions hivernales.

## Ascensions alpines
- Première de la face sud du Chapeau à Cornes, à la dent du Requin, avec Marc Martinetti
- Juin 1964 : couloir Jager au mont Blanc du Tacul avec P. Barthélémy.
- 1967 - Face nord directe du Petit Dru avec Michel Feuillarade, Jean-Paul Paris et Yannick Seigneur
- 1967 - Pilier nord de l'aiguille de Triolet avec Michel Marchal, Heiz Bächli[1] et H.R. Horisberger
- Hivernale de la face ouest des Drus avec Walter Cecchinel
- Hivernale de l'éperon Tournier à l'aiguille du Midi
- 1971 - Face nord directe (hivernale) à l'aiguille du Chardonnet
- 1972 - Hivernale du couloir Lagarde-Ségogne à l'aiguille du Plan avec Walter Cecchinel
- 1973 - Première ascension et première hivernale du couloir nord des Drus avec Walter Cecchinel, du 28 au 31 décembre
- 1974 - Première hivernale de la face nord de la dent du Requin avec Walter Cecchinel

## Expéditions
- 1969 - Éperon nord du Kūh-e Shākūr (Afghanistan)
- 1971 - Expédition conduite par Robert Paragot au pilier ouest du Makalu